# ライ
ライまたはラーイー（阿: راي、仏: raï）はアルジェリア西部、オラン地方起源の音楽ジャンルである。オラン地方の、特に貧しい人々の間で伝統が形成されていった。本来は両大戦間のころ都市部に定着したベドウィン歌謡を源泉として発達したオラン方言のアラビア語で歌われる音楽であるが、現在では非常に多様化し、ライというジャンル名も濫用、誤用されたものが定着しており、その全体を音楽として統一的に定義するのは困難である。
ジャンル名はもともと単なるかけ声に過ぎないが、のちには同音に近い「意見」「定め」などを意味するアラビア語に由来するものと解されるようになっている。

## 概要
内容としては恋愛にまつわるさまざまな困難、苦しみを歌っている場合が多い。1940年代後半からシェイハ・リーミーティー（شيخة ريميتي、Cheikha Rimitti）を代表とする女性歌手たちが女性の性、アルコール等イスラム社会のタブーであるテーマを大胆に扱い注目を集めた。宗教歌や愛国歌も歌ったリーミーティー達が歌詞の面でのライの精神を決定付けた。

## 歴史
元々はベドウィンが即興で歌っていたものが起源と言われ、1920年代にシェイハ（شيخة）と尊称される女性の歌い手達により、オランの町の酒場に広まっていった。1940-50年代になると、ヨーロッパとの中継点としてスペインなどの影響を受けていたオランで、アコーディオンやサックスなどの伴奏がつくようになる。1960年代のベルムー・マッサウード（Bellemou Messaoud）らによる伴奏近代化などを経て、1980年代初頭にプロデューサー、ラシード・ババ＝アハメド(Rachid Baba-Ahmed) のもとでシンセサイザーを主伴奏楽器とするポップ＝ライ(pop raï) が成立する。この新しいライの担い手達は、それまでのシェイフ（شيخ、シェイハの男性形）に敬意を払って自分たちをシェーブ（شاب、若い人という意味。女性形はシェーバ）と呼び、歌詞の内容も若者の日常を表すものとなっていく。
ライがワールド・ミュージックのジャンルを中心に世界的注目を浴びるようになったのは、シェブ・ハミド、シェブ・マミ、シェブ・ハレドらが活発に音楽活動をし始めたことが大きかった。 1988年には「ライの王」と呼ばれた人気歌手シェーブ・ハーレド がジャズ・ミュージシャン、サーフィー・ブーテッラ(Safy Boutella) とともにフランスのマルタン・ムソニエ (Martin Messonnier) のプロデュースのもと、アルバム『クッチェ（クッシェ）』（Kutché）を録音、発表する。ワールドミュージックの代表的レコードとして高く評価されたこの作品以後、音の近代化がさらに加速するが、それはアルジェリアにおけるイスラム原理主義伸張、テロリズム横行の時期と重なることになる。1994年9月には当時人気絶頂のシェーブ・ハスニ（Cheb Hasni）が暗殺される事件も起こり、多くの歌手が国外、とくにフランスに活動の中心を移す。
フランスは多くの外国のアーティストに活躍の場を提供してきた歴史をもち、また現在ではワールドミュージックの振興を文化政策の一環として押し進めている国であるが、ライはフランス在住の移民層全体の中でアルジェリア系、マグレブ（北アフリカ）系移民の占める数的、政治的重要性と関連して、ワールドミュージックの諸ジャンルの中でも特に注目される存在となった。
その人気の最初の絶頂は1998年9月にパリで開かれた『アン、ドゥ、トロワ、ソレイユ』(1、2、3 Soleils) コンサートに見ることができる。このコンサートは、1980年代初頭から移民二世世代の心情を代弁しながら音楽的にはロックを志向して活動していたラシッド・タハ、移民二世ながらフランス全国的なアイドル人気を得ていたフォーデル（Faudel）およびハレドの三人の歌手が合同で開いたもので、その成功とライブ録音盤、ビデオのヒットがフランスへの「ライ」定着を印象づけた。またシェーブ・マーミー（شاب مامي、Cheb Mami）が1999年にイギリスのロック歌手スティング(Sting) とデュオでヒットさせた『デザート・ローズ』(Desert Rose) などがライ歌手の存在を国際的に認知させた。アメリカ同時多発テロ事件の後には、ライ歌手達による西洋とアラブ世界の架け橋的な活動への志向も見られる。
また欧州、特にフランスに数多いアルジェリア系移民の二世、三世世代がグループを組んで、自らの文化的アイデンティティを、近代化されたライによって展開する音楽活動も顕著である。2004年にはフランスでDJコールとスカルプ(DJ Kore & Skalp) プロデュースによるアルバム Raï'n'B Fever が大ヒットした。他ジャンルとの混交がますます重要性を増し、よりダンサブルになっていくのがライの2005年時点での傾向と言える。
2022年にUNESCOの無形文化遺産に登録される。